# قياس التدفق

قياس التدفق (بالإنجليزية: Flow measurement)‏، هو تحديد كمية الموائع المتحركة. ويمكن قياس التدفق بطرق مختلفة. 
يتم تجميع أمتار من المائع المزاح-الموجب في حجم ثابت من المائع ثم يحسب عدد مرات الحجم الذي يملأ معيار التدفق. الطرق الأخرى لقياس التدفق تعتمد على القوى التي تنتج من التيار المتدفق أثناء تعديها ضيق معروف، لحساب التدفق الغير مباشر. قد يقاس التدفق بقياس سرعة السائل. 
إن معرفة كمية المائع المار عبر أنبوب أو قناة أو أي منشأة أخرى هي من أهم المعلومات التي يجب أن يعرفها المهندس بالنسبة إلى المشروعات المائية خصوصاً والمشروعات ذات الصلة بالموائع، مثل النفط والغاز عموماً سواء أكان في مرحلة التصميم أم الاستثمار، إذ لا يمكن تصميم شبكة إمداد مياه شرب أو ري من دون معرفة كمية المياه الواجب توفيرها. ولا يمكن تصميم خط لنقل النفط أو الغاز دون معرفة كمية النفط أو الغاز الواجب إمراره. كما أنه لا يمكن توزيع مياه الشرب والري على الأحياء أو الحقول بكميات محددة من دون أداة أو وسيلة تقيس ذلك. 
مقياس التدفق أو التصريف هو الأداة أو الوسيلة التي تمكن من قياس كمية المائع المارة خلال واحدة الزمن عبر وسط معين. ويمكن أن يكون الوسط أنبوباً أو قناة أو نهراً أو مفرغ سد أو مضخة أو عنفة. 
ولا يختلف مبدأ قياس التدفق بتغير نوع المائع، لأن معظم مبادئ القياس وأساليبه تُدخل تأثير كتلة المائع النوعية ونوعه ولزوجته. 

## وحدات القياس
يمكن قياس كل من الغاز والتدفق السائل في معدلات التدفق الحجمي أو الشامل، مثل لتر في الثانية أو كيلوغرام في الثانية، على التوالي. وترتبط هذه القياسات بكثافة المادة. كثافة السائل شبه مستقلة عن الظروف. هذا ليس هو الحال بالنسبة للغازات، حيث أن الكثافة تعتمد بشكل كبير على الضغط ودرجة الحرارة وبدرجة أقل، التكوين.
عندما يتم نقل الغازات أو السوائل لمحتواها من الطاقة، كما هو الحال في بيع الغاز الطبيعي، يمكن أيضاً التعبير عن معدل التدفق من حيث تدفق الطاقة، مثل غ / ساعة أو وحدة حرارية بريطانية / يوم. معدل تدفق الطاقة هو معدل التدفق الحجمي مضروبا في محتوى الطاقة لكل وحدة حجم أو معدل تدفق كتلة مضروبا في محتوى الطاقة لكل وحدة كتلة. وعادةً ما يستمد معدل تدفق الطاقة من معدل التدفق الشامل أو الحجمي عن طريق استخدام جهاز كمبيوتر التدفق.
في السياقات الهندسية، عادة ما يعطى معدل التدفق الحجمي الرمز {\displaystyle Q}، ومعدل التدفق الشامل، والرمز {\displaystyle {\dot {m}}}.
وللكثافة {\displaystyle \rho }، فقد تكون ذات صلة معدلات التدفق الحجمي والحجم عن طريق
{\displaystyle {\dot {m}}=\rho *Q}.

### الغاز
الغازات قابلة للضغط ويتغير حجمها عند وضعها تحت الضغط، عندما يتم تسخينها أو يتم تبريدها. حجم الغاز تحت مجموعة واحدة من ظروف الضغط ودرجة الحرارة لا يعادل نفس الغاز في ظل ظروف مختلفة. وستتم الإشارة إلى معدل التدفق «الفعلي» من خلال متر و«قياسي» أو «قاعدة» معدل التدفق من خلال متر مع وحدات مثل أسم / ساعة (متر مكعب الفعلي في الساعة)، سم3 / ثانية (متر مكعب القياسية في الثانية)، أو ألف متر مكعب قياسي في الساعة، أو قدم خطي في الدقيقة، أو مليون قدم مكعب قياسي يومياً.
يمكن قياس معدل تدفق الكتلة الغازية بشكل مباشر، بغض النظر عن تأثيرات الضغط ودرجة الحرارة، مع عدادات تدفق الكتلة الحرارية، عدادات تدفق الكتلة كوريوليس، أو وحدات تحكم التدفق الشامل.

### السوائل
وبالنسبة للسوائل، تستخدم الوحدات المختلفة اعتماداً على التطبيق والصناعة، ولكنها قد تشمل غالونات (أمريكية أو إمبريالية) في الدقيقة الواحدة، أو لتر في الثانية، أو بوشل في الدقيقة الواحدة، أو عند وصف تدفقات الأنهار، أو كميات المكعب في الثانية، قدم يومياً.

## التاريخ
لم يبتكر الإنسان أي وسيلة قياس فعلية للتدفقات إلا بعد أن أوجد العالم السويسري دانييل برنولي معادلته الشهيرة التي تدعى أيضاً معادلة الطاقة، والتي شكلت الأساس النظري لتطوير طرائق قياس التدفقات. وفي فرنسا قام المهندس هنري بيتو عام 1730 بتصميم أنبوب زجاجي لقياس سرعة الجريان في نهر السين. ثم بالاعتماد على معادلة برنولي استخدمت الهدارات بأنواعها كافة لقياس كمية المياه المتدفقة في الأقنية. كما قام المهندس الإيطالي فنتوري بالاعتماد على المعادلة نفسها بتصميم أداة لقياس التصاريف في الأنابيب، وسميت هذه الأداة فيما بعد بأنبوب فنتوري. 
وكان المهندس ولتمن أول من قدَّم أداة لقياس التدفقات المائية لا تعتمد على معادلة برنولي، حيث صمّم دولاباً مزوداً بريش يدور عند مرور السائل خلاله، وبمعرفة عدد دورات الدولاب يتم معرفة كمية التصريف. وبعد ذلك اقتصر التركيز في تطوير أجهزة قياس التدفق على رفع دقة هذه الأجهزة، ولكن المبدأ كان يعتمد دوماً على معادلة برنولي أو مبدأ جهاز ولتمَن. 
وقد حدث تطور كبير في نهاية القرن العشرين عندما تم اختراع مقاييس التدفق باستخدام الأمواج فوق الصوتية، التي تمكن من قياس كمية السائل المتدفقة في الأنبوب دون الحاجة لوضع أي عنصر داخل الجريان، وإنما تثبيت حساسات على الأنبوب من الخارج. 